# Göhren (Thuringe)
Pour les articles homonymes, voir Göhren.
Göhren est une commune allemande de l'arrondissement du Pays-d'Altenbourg en Thuringe. Elle fait partie de la Communauté d'administration du pays d'Altenbourg.

## Géographie

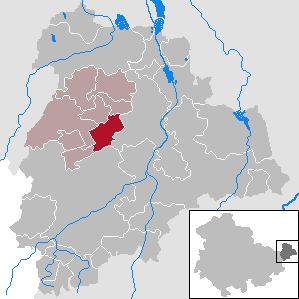
Situation de la commune (en rouge) dans l'arrondissement d'Altenbourg

Göhren est située au centre de l'arrondissement, à 6 km au-sud-ouest d'Altenbourg, le chef-lieu de l'arrondissement. Elle est composée des cinq villages de Göhren, Lossen, Gödern, Romschütz et Lutschütz.
Communes limitrophes (en commençant par le nord et dans le sens des aiguilles d'une montre) : Monstab, Lödla, la ville d'Altenbourg, Altkirchen, Göllnitz et Starkenberg.

## Histoire
La première mention du village de Göhren date de 1181 tandis que Gödern et Lossen apparaissent en 1165. Lutschütz est signalé en 1185 et Romschütz en 1254. Un château fort (wasserburg) exista dans le village de Lossen au Moyen Âge.
La commune a appartenu au duché de Saxe-Altenbourg (cercle oriental, Ostkreis). Après l'abdication du dernier duc en 1920, la commune est intégrée au nouveau land de Thuringe (arrondissement d'Altenbourg).
À l'époque de la RDA, elle a appartenu au cercle de Schmölln et au district de Leipzig. En 1990, elle rejoint le nouvel arrondissement d'Altenbourg.
Les communes de Lossen, Gödern, Romschütz et Lutschütz ont été incorporées au territoire de Göhren.

## Démographie
Commune de Göhren dans ses limites actuelles : 
| 1900 | 1933 | 1939 | 1995 | 2000 | 2005 | 2010 |
| ---- | ---- | ---- | ---- | ---- | ---- | ---- |
| 751  | 753  | 778  | 553  | 567  | 513  | 439  |